# Eduard Alexandrowitsch Kokscharow
Eduard Alexandrowitsch Kokscharow (russisch Эдуа́рд Алекса́ндрович Кокша́ров; * 4. November 1975 in Krasnodar) ist ein russischer Handballtrainer und ehemaliger Handballspieler.

## Leben
Eduard Kokscharow, der zuletzt für den russischen Club Medwedi Tschechow (Rückennr. 23) spielte und für die russische Handballnationalmannschaft (Rückennr. 23) auflief, wurde auf Linksaußen und in der Abwehr als vorgezogener Offensivverteidiger eingesetzt.
Kokscharow begann beim SKIF Krasnodar mit dem Handballspiel. 1999 wechselte er dann zu RK Celje. Mit den Männern aus der slowenischen Steiermark gewann er 2000 und 2001, sowie 2003 bis 2007 die slowenische Meisterschaft sowie 2004 die EHF Champions League. Ab 2011 spielte er beim russischen Serienmeister Medwedi Tschechow, mit dem er 2012 und 2013 die Meisterschaft sowie den Pokal gewann. Kokscharow beendete 2013 seine Karriere. Später übernahm er ein Traineramt bei SKIF Krasnodar. Ab 2016 war Kokscharow beim mazedonischen Klub RK Vardar Skopje als Sportdirektor tätig. Im Juli 2017 übernahm er das Traineramt der russischen Nationalmannschaft. Kokscharow trainierte ab Oktober 2019 bis zum Dezember 2019 interimsweise Vardar Skopje. Nach der Europameisterschaft 2020 beendete er seine Tätigkeit als russischer Nationaltrainer. Zur Saison 2022/23 übernahm er den russischen Frauen-Erstligisten GK Rostow am Don, bei dem er im Februar 2023 entlassen wurde. Im März 2023 wurde er als neuer Trainer beim belarussischen Erstligisten Brest GK Meschkow vorgestellt. Mit Brest gewann er 2023 die belarussische Meisterschaft.
Eduard Kokscharow bestritt in seiner Länderspiellaufbahn über 200 Länderspiele für die russische Männer-Handballnationalmannschaft und warf dabei über 1000 Tore. Mit der russischen Männer-Handballnationalmannschaft wurde er 1997 Weltmeister sowie bei den Olympischen Spielen 2000 Olympiasieger. Außerdem war er Torschützenkönig der Weltmeisterschaft 2001. Bei der Weltmeisterschaft 2007 in Deutschland wurde er ins All-Star Team gewählt.
Er ist 1,85 m groß und wiegt 94 kg. Kokscharow ist verheiratet und hat zwei Kinder. Sein Sohn Alexander (* 2004) wurde Fußballprofi.